# Eva Janeva
Eva Janeva (in bulgaro Ева Янева?; Sofia, 31 luglio 1985) è una pallavolista bulgara, schiacciatrice del Volero Le Cannet.

## Carriera

### Club
Il debutto nella pallavolo di Eva Janeva avviene in tenera età: a 11 anni infatti entra a far parte del settore giovanile del CSKA Sofia, mentre nella stagione 2003-04 fa il suo esordio nel massimo campionato bulgaro nella squadra del Levski Sofia; Nell'annata seguente si trasferisce in Russia allo Stinol, squadra della Superliga, ma l'esperienza dura solamente una stagione e già nella annata 2005-06 è di scena nella Pro A francese, ingaggiata dal RC Cannes: con il club della Costa Azzurra vince cinque campionati (l'ultimo dei quali con la nuova denominazione di Ligue A) e altrettante Coppe di Francia.
Nella stagione 2010-11 torna a giocare in Russia, nell'Omička, trasferendosi nel campionato successivo alla Dinamo Mosca, con la quale si aggiudica la Coppa di Russia. Nella annata 2012-13 viene ingaggiata dalle giapponesi delle JT Marvelous, che lascia nella stagione successiva per tornare a giocare nel club di Cannes, con cui vince nuovamente la Coppa di Francia e il campionato.
Nell'annata 2014-15 torna nuovamente in Russia, ingaggiata dalla Dinamo-Kazan; a gennaio però rescinde consensualmente il contratto col club e si trasferisce nella Divizia A1 rumena vestendo per la seconda parte della stagione la maglia del CSM Bucarest. Nell'annata seguente approda in Cina, dove prende parte alla Volleyball League A col Tianjin, aggiudicandosi lo scudetto; conclusi gli impegni col club cinese, firma per il finale di stagione con l'İlbank di Ankara, club impegnato nella Voleybol 1. Ligi turca.
Resta in Turchia anche nel campionato 2016-17, vestendo questa volta la maglia del Sarıyer, mentre nel campionato seguente torna in Cina per difendere i colori del Guangdong; rientra quindi in Europa, dove disputa la prima parte della stagione 2018-19 nell'Extraliga slovacca con la maglia del Bratislavský per trasferirsi quindi, dal gennaio 2019, al Developres Rzeszów, in Liga Siatkówki Kobiet polacca.
Dall'annata 2019-20 fa ancora una volta ritorno nel massimo campionato transaslpino, ingaggiata stavolta dal Volero Le Cannet con cui nella stagione 2021-22 conquista il double vincendo la Coppa di Francia e il campionato.

### Nazionale
Nel 2004 ottiene la prima convocazione nella nazionale della Bulgaria, con cui nel 2009 conquista il bronzo in European League, seguito poi da un argento nell'edizione successiva.

## Palmarès

### Club
- Campionato francese: 7

2005-06, 2006-07, 2007-08, 2008-09, 2009-10, 2013-14, 2021-22
- Campionato cinese: 1

2015-16
- Coppa di Francia: 7

2005-06, 2006-07, 2007-08, 2008-09, 2009-10, 2013-14, 2021-22
- Coppa di Russia: 1

2011

### Nazionale (competizioni minori)
- European League 2009
- European League 2010
- European League 2011